# Poggio Trauzzolo
Poggio Trauzzolo (1.200 metri) si innalza a sud della vetta del Monte Amiata, nell'area dell'omonimo massiccio montuoso di origine vulcanica. Il monte si eleva all'estremità nord-orientale del territorio comunale di Santa Fiora.
Il rilievo montuoso si trova nel cuore di un'area di grande pregio naturalistico e paesaggistico; dalla vetta il panorama può spaziare dalla Corsica al Gran Sasso nelle giornate particolarmente terse.